# René Bonnet (football)
Pour les articles homonymes, voir René Bonnet et Bonnet.
René Bonnet est un footballeur international français évoluant au poste de milieu de terrain ou de défenseur au début du XXe siècle.

## Carrière
René Bonnet évolue à l'AS Française de 1913 à 1914. Durant cette saison, il connaît sa première et unique sélection en équipe de France de football.
En tant que capitaine, il affronte le Luxembourg sous le maillot bleu lors d'un match amical le 8 février 1914. Le Luxembourg s'impose sur le score de 5 à 4.